# S3 Graphics
S3 Graphics — компания, специализирующаяся на разработке GPU (ранее — чипсетов для видеокарт).

## История
S3 Graphics была основана в январе 1989 года Диосдадо Дадо Банатао и Рональдом Яра. Именно эта компания разработала первый однокристальный ускоритель GUI (англ. GUI accelerator).
Компания в течение 10 лет разрабатывала графические чипы, которые пользовались хорошим спросом для применения в недорогих ПК. Однако отсутствие серьёзных успехов у её продукции в области набирающей популярность трёхмерной графики вынудило владельцев продать компанию тайваньской VIA Technologies в 2000 году.
В составе VIA S3 Graphics, в основном, занималась разработкой графических чипов, интегрированных в чипсеты VIA. Параллельно шла разработка дискретных решений серий GammaChrome, DeltaChrome, Chrome 20 Series, Chrome 440 Series, Chrome 500 Series. Выпускались они в небольшом объёме и встречались, в основном, на рынке Юго-Восточной Азии.
В июле 2011 года компания была приобретена тайваньским производителем электроники HTC Corporation.

## Продукция и разработки
S3 Graphics производит почти исключительно чипсеты для видеокарт.